# 羅忠詒

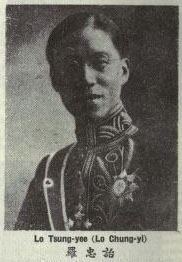
羅忠詒

羅忠詒（1886年—1963年），字儀元，福建省福州府閩縣人，生於天津。英國劍橋大學經濟科碩士，宣統二年授法政科進士，三年五月戌申，得旨授翰林院編修。任廣西撫署交涉科參事，外務部機要科員。其父羅豐祿亦歷任駐外公使。母親魏琼恣為中國海軍先驅魏瀚之妹。夫人魏淑姞（1892-1953）為魏瀚之女。

## 生平
民國後歷任交通傳習所所長，總統府秘書，國務院秘書，駐英國使館一等秘書、代辦， 駐英使事，代辦駐秘魯使事，出席國聯特別大會代表，出席國際經濟專家委員會代表，出席國際軍縮大會全權代表。民國十五年（1926年）駐丹麥國公使。民國二十四年（1935年）10月10日授二等采玉勳章。
1928年7月第九届夏季奥林匹克运动会在荷兰阿姆斯特丹召开，国际奥委会委员、中華全國體育協進會暨中国奥林匹克委员会主席王正廷因公务繁忙无法出席大会，便致电中国驻荷兰公使罗忠诒，请其以中国正式代表名义出席大会。中華全國體育協進會又派其名誉干事宋如海以中国副代表的身份转道荷兰，实地考察第九届奥运会。
1956年9月，任上海市文史馆馆员。1963年因病逝世。享年77岁。